# شیرسر
شیرسر نوعی سایبان از جنس چوب است با تزیینات ظریف و زیبا که علاوه بر تزیینات کاربردی نیز بوده.
شیر سر به موازات بام خانه‌ها و برای کاربردهایی همچون جلوگیری از نور آزار دهنده آفتاب و به نحوی ایجاد سایه، سر پناهی در حیاط برای مواقع بارش باران و برف و به منظور حفاظت از نمای ساختمان (ارسی‌ها و درک‌ها و..) در برابر باران و برف به کار می رفته. در دوره قاجار که دورهٔ افول معماری ایران محسوب می‌شود  معماران ایرانی مخصوصا شیرازی شروع به وارد کردن مصالح جدید در کار کردند از جملهٔ این مصالح جدید فلز بود. استفاده از آهن گالوانیزه روی شیر سرها در خانه توحیدی گویای این مطلب است.

## اجزای شیرسر
شیر سرها دارای دستکهای چوبی محکمی می‌باشند که به فاصله ۳۰ سانتیمتری از هم نصب می‌شوند و ته دستکها در حدود ۵۰ سانتیمتر به تیرهای روی سقف با گلمیخ محکم می‌شود و زیر آنها را با تخته کوبی‌های نقش دار می‌پوشانند که قندیلهای چوبی زینت بخش این شیرسرها میشود. لبه این شیر سرها با گل نوهای ریز که بر روی چوبی به ضخامت ۱۰ سانتیمتر ایجاد شده است تزئین می‌شود. میزان بیرون زدگی شیرسرها نیز از ۶۰ تا ۹۰ سانتیمتر متغییرمی باشد در نهایت به منظور محافظت از شیرسرها در مقابل باران بر روی آن یک ورق گالوانیزه نصب می‌شود که لبه‌های ورق زیر هره لبه پشت بام قرار گرفته و لبه رو به حیاط آن نیز با نقش قوس گل نو برش می‌خورد.

## محل استفاده
این سایبانها بیشتر بر روی جبهه اصلی بنا استفاده می‌شود و نما و ارسی را از باران محافظت می‌کند ولی برخی مواقع در سایر جبهه‌ها نیز به کار رفته است.
برخی مواقع در نمای بیرون خانه بر روی در ورودی نیز به جای سردر از این نوع پوشش بهره گرفته شده است.